# 長谷川悟
長谷川 悟（はせがわ さとる、1970年（昭和45年）6月27日 - ）は、日本の俳優、YouTuber。

## 人物
ビー・バップ・ハイスクール 高校与太郎行進曲出演後、俳優業を辞め、建設業界で働き始める。
その後、自分で建設会社を設立。それと平行して2017年11月頃、俳優業も再開する。

## 出演

### 映画
- ビー・バップ・ハイスクール 高校与太郎行進曲 - 城東無期停学組・須賀良治 役
- HONEY SCOOPERシリーズ（2018年9月16日劇場公開、市原剛監督）[2]
  - HONEY SCOOPER《EPISODE:01》 - クラブ「大牙」店長・須賀亮 役
  - HONEY SCOOPER《EPISODE:03》DRAGON QUEEN -龍帝外伝- - 獅子王会鮫尖組組長・鮫尖凌嗣 役
  - HONEY SCOOPER《EPISODE:04》ASSASSIN MASTER -龍帝外伝-（2019年劇場公開、市原剛監督） - 新宿歌舞伎町警察署警視・飛鷹遼司 役
- アイドルスナイパー THE MOVIE（2020年10月3日劇場公開、稲葉司監督、前田けゑ製作総指揮） - 信楽幻郎 役
- 龍帝外伝《第一章》DIRTY HAWK（2021年4月、市原剛監督）- 警視庁組織犯罪対策第四課警視・飛鷹遼司 役（主演）[3]
- 別動捜査班　ハンドキャノン（2022年3月26日劇場公開、金岡仁監督）- 菅原亮二 役